# Tsaravary
Tsaravary è una città e comune del Madagascar situata nel distretto di Mananjary, regione di Vatovavy-Fitovinany. 
La popolazione del comune rilevata nel censimento 2001 era pari a 26 928 unità.